# Locomotiva com turbina a vapor
Locomotiva com turbina a vapor é a locomotiva a vapor onde a energia do vapor de água pressurizado é transmitida para as rodas por meio de uma turbina a vapor. Numerosas experiências com este tipo de locomotiva foram feitas, a maioria sem sucesso. Na década de 1930, esse tipo de locomotiva era vista como uma forma de revitalizar a energia a vapor e desafiar as locomotivas a diesel que estavam sendo introduzidas. 

## Vantagens e desvantagens

### Vantagens

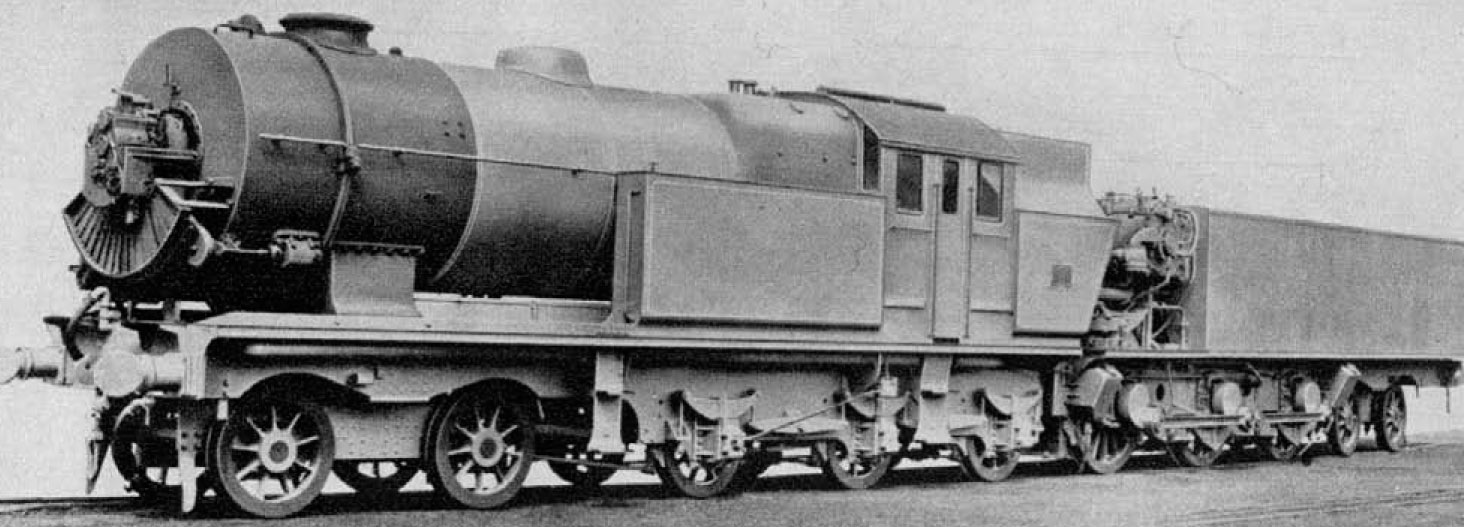
Locomotiva com turbina a vapor de Fredrik Ljungström (c. 1925) (Museu da Técnica, Estocolmo).

- Alta eficiência em altas velocidades.
- Muito menos partes móveis, portanto, potencialmente maior confiabilidade.
- As locomotivas a vapor de pistão convencionais oferecem um torque sinusoidal variável, o que aumenta a possibilidade de "patinagem" das rodas na partida.
- As hastes laterais e a engrenagem de válvulas das locomotivas a vapor convencionais criam forças horizontais que não podem ser totalmente balanceadas sem aumentar substancialmente as forças verticais no curso, conhecidas como hammer blow ("martelada").

### Desvantagens
- A alta eficiência é normalmente obtida apenas em velocidades elevadas, embora, algumas locomotivas suecas e britânicas tenham sido projetadas e construídas para operar com uma eficiência igual ou melhor que a dos motores a pistão nas condições de operação habituais. Locomotivas de turbinas a gás tiveram problemas semelhantes, juntamente com uma série de outras dificuldades.
- A eficiência máxima só pode ser alcançada se a turbina esgota em um vácuo próximo, gerado por um condensador de superfície. Esses dispositivos são pesados e volumosos.
- Turbinas giram em apenas uma direção. Uma turbina reversa também deve ser instalada para que a locomotiva de acionamento direto possa dar marcha à ré.

## Formas de tração
Existem duas maneiras de tracionar as rodas: diretamente, através de engrenagens, ou usando sistemas híbridos vapor-elétricos.

### Tração direta

#### Argentina
A rota de San Miguel de Tucumán para Santa Fé, na Argentina, atravessa terrenos montanhosos com poucas oportunidades para abastecimento de água. Em 1925, a empresa sueca NOHAB construiu uma locomotiva de turbina similar ao primeiro projeto de Fredrik Ljungström. O condensador funcionou muito bem e, apenas 3% - 4% da água foi perdida no caminho e apenas devido a fugas da caldeira. A locomotiva teve problemas de confiabilidade e foi posteriormente substituída por uma locomotiva a vapor de pistão equipada com condensador.

#### França
Duas tentativas foram feitas na França. Um esforço, o Nord Turbine, tinha semelhanças com a LMS Turbomotive britânica tanto na aparência quanto na configuração mecânica. O projeto foi cancelado e a locomotiva foi construída como uma locomotiva a vapor de pistão composto. A segunda tentativa, a SNCF 232Q1, foi construída em 1939. Era incomum que suas rodas motrizes não estivessem conectadas por hastes laterais. Cada um dos seus três eixos motores tinha sua própria turbina. Foi gravemente danificada por tropas alemãs na Segunda Guerra Mundial sendo descartada em 1946.

#### Alemanha

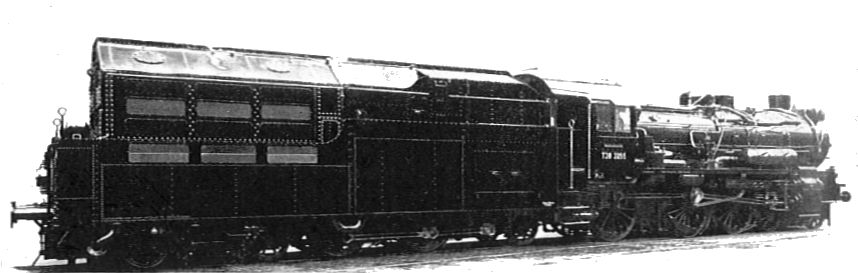
Henschel T38-2555, com tender de turbina a vapor

Várias tentativas desse tipo foram feitas por construtores de locomotivas alemães. Em 1928, a Krupp-Zoelly construiu uma locomotiva com turbina a vapor. O escape da turbina foi alimentado a um condensador que tanto conservou a água como aumentou a eficiência termodinâmica da turbina. A corrente da ar para o fogo era fornecida por um ventilador movido a vapor na caixa de fumaça. Em 1940, esta locomotiva foi atingida por uma bomba, foi retirada de serviço e não reparada.
Uma máquina similar foi construída por Maffei em 1929. Apesar de ter uma caldeira de alta pressão, era menos eficiente que a locomotiva Krupp-Zoelly. Foi atingida por uma bomba em 1943 e retirada do serviço.
A Henschel & Sohn converteu uma locomotiva a vapor 4-6-0 convencional para usar uma turbina a vapor em 1927. A locomotiva propriamente dita foi pouco modificada, sendo as principais mudanças feitas no tender (vagão-depósito de combustível) que foi montado com rodas motrizes acopladas numa configuração 2-4-4, acionadas por turbinas separadas para a frente e para trás. Ambas as turbinas eram acionadas por vapor de exaustão de pressão intermediária dos cilindros originais. Um condensador na camisa forneceu um vácuo para a exaustão da turbina, aumentando a eficiência térmica. Como a exaustão final era de pressão insignificante, a chaminé da caixa de fumaça original teve que ser substituída por um ventilador elétrico na caixa de fumaça.
O desempenho foi decepcionante e a turbina foi removida em 1937.

#### Itália
Na Itália, Giuseppe Belluzzo projetou várias locomotivas experimentais com turbinas.  Nenhuma delas foi testada em linhas ferroviárias principais. Sua primeira foi uma pequena locomotiva com quatro rodas, cada uma equipada com sua própria pequena turbina. O movimento inverso era realizado alimentando vapor nas turbinas através de uma entrada virada para trás. As turbinas a vapor são projetadas para girar em apenas uma direção, tornando esse método muito ineficiente. Ninguém mais parece ter tentado isso.
Belluzzo contribuiu para o projeto de uma locomotiva 2-8-2 construída por Ernesto Breda em 1931. Ela usava quatro turbinas em um arranjo de expansão múltiplo. A patente norte-americana de Belluzzo desse período mostra a turbina acionando um eixo de carga através de uma caixa de câmbio na frente dos maquinistas da locomotiva  Esta locomotiva nunca foi completamente equipada.
Em 1933, uma locomotiva FS 685 2-6-2 foi objeto de um experimento curioso, no qual o motor do pistão foi removido e uma turbina instalada em seu lugar, deixando a locomotiva completamente inalterada. Os testes foram, no entanto, um fracasso, já que seu desempenho mostrou-se bem abaixo de uma 685 normal; a turbina logo se quebrou, e isso sinalizou o fim da tentativa. Em 1936, a locomotiva foi reformada recebendo um motor de pistão convencional.

#### Suécia

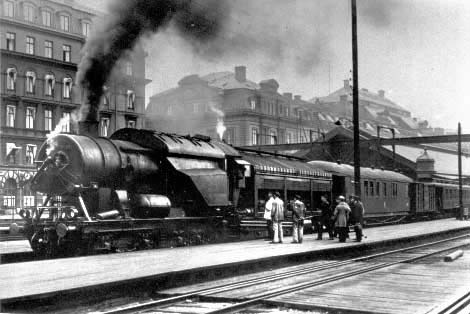
Locomotiva com turbina de Ljungström na Estação Central de Estocolmo em 1922.

O engenheiro sueco Fredrik Ljungström projetou várias locomotivas com turbinas a vapor, algumas das quais tiveram grande sucesso. Sua primeira tentativa em 1921 foi uma máquina de aparência estranha. Seus três eixos motrizes estavam localizados sob o tender, a cabine e a caldeira ficavam sobre rodas não motorizadas. Como resultado, apenas uma pequena porção do peso da locomotiva contribuía para a tração. Em meados da década de 1920, Ljungström registrou a patente de um sistema de tração com eixo coaxial para uma locomotiva com turbina vapor.
O segundo projeto foi uma locomotiva 2-8-0 similar a um projeto para transporte de carga bem sucedido. Construídas em 1930 e 1936 pela NOHAB, essas locomotivas substituíram as convencionais na ferrovia Grängesberg-Oxelösund. Nenhum condensador foi ajustado, já que sua complexidade superava suas vantagens termodinâmicas. As rodas eram movidas por um eixo de apoio. Esses motores permaneceram em serviço até a década de 1950, quando a linha foi eletrificada. Três motores deste tipo foram construídos e todos foram preservados. Atualmente podem ser vistos em Grängesberg, Suécia, dois (71 e 73) sendo propriedade do Grängesbergbanornas Järnvägsmuseum (GBBJ) e o terceiro (72) do Sveriges Järnvägsmuseum (Museu Ferroviário Sueco). 

#### Suíça

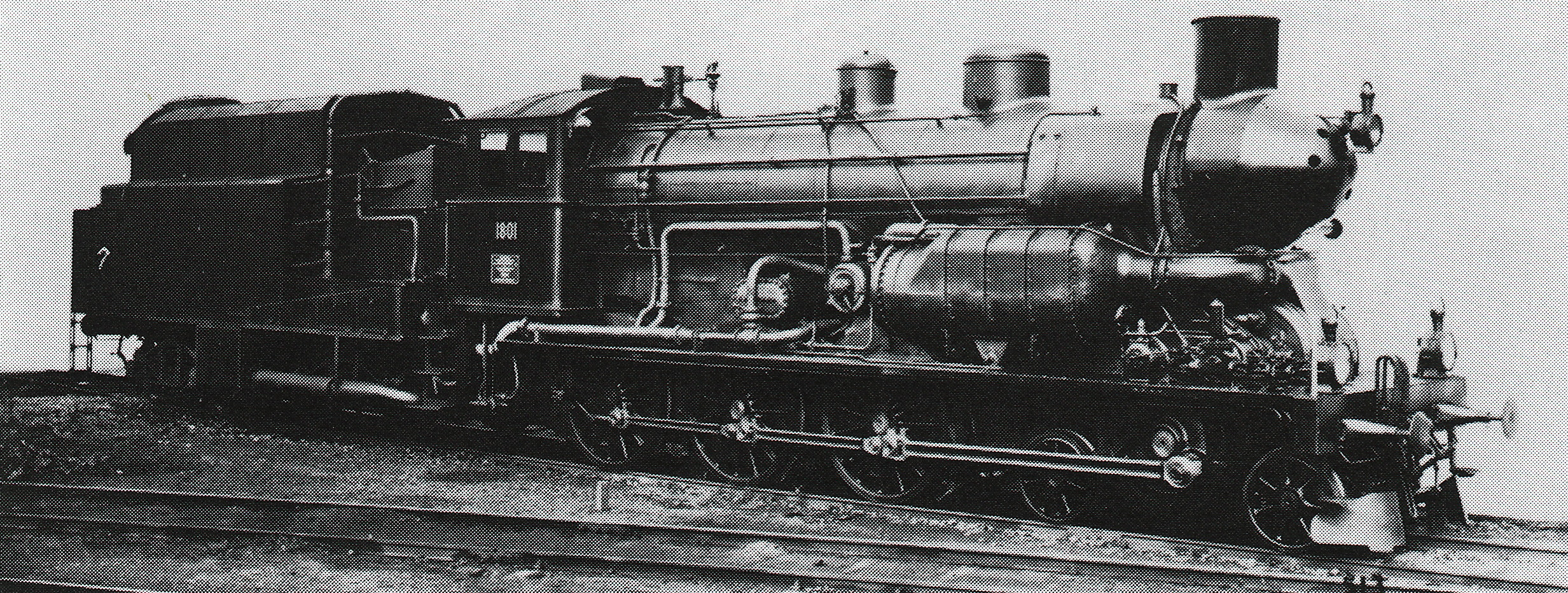
SBB Nr. 1801.

A empresa suíça Zoelly construiu uma locomotiva de turbina em 1919. Era uma locomotiva 4-6-0 equipada com um condensador. Foi equipada com um soprador de ar frio alimentando a grade da fornalha, em vez de um ventilador de sucção na caixa de fumaça. Isso evitou a complexidade de construir um ventilador que pudesse suportar gases quentes e corrosivos. Mas, introduziu um novo problema: a fornalha estava sob pressão positiva, e gases quentes e cinzas podiam ser expelidos pelas portas da fornalha se fossem abertos enquanto o ventilador estava funcionando. Este arranjo potencialmente perigoso foi eventualmente substituído por um ventilador na caixa de fumaça.

#### Reino Unido

##### Turbomotive
Uma das locomotivas com turbinas mais bem-sucedidas operadas no Reino Unido, a LMS Turbomotive, construída em 1935, era uma variação da locomotiva LMS Princess Royal Class 4-6-2. Não havia condensador. Embora uma desvantagem para a eficiência termodinâmica, ela permitia que a exaustão da turbina ainda fosse usada através de um tubo de sopro para extrair o fogo, como uma locomotiva a vapor convencional e, evitando os ventiladores separados que causavam tantos problemas para outras locomotivas de turbina, de acordo com o artigo do engenheiro ferroviário Roland Bond. Apesar desta limitação, ela teve maior eficiência térmica do que as locomotivas convencionais. A alta eficiência resultou principalmente do fato de que havia seis tubeiras de vapor direcionadas para a turbina que podiam ser ligadas e desligadas individualmente. Cada tubeira poderia, assim, ser acionada, ou não, a plena potência, em vez de ser ineficientemente estrangulada a uma pressão mais baixa. Uma certa quantidade de inspiração parece ter vindo das turbinas de Fredrik Ljungström da Suécia.
A turbina principal falhou após onze anos de serviço pesado. A Turbomotive foi convertida em pistão em 1952, rebatizada de "Princess Anne" mas, foi rapidamente retirada de serviço após o grave acidente ferroviário de Harrow e Wealdstone em 1952.

##### Outros desenhos

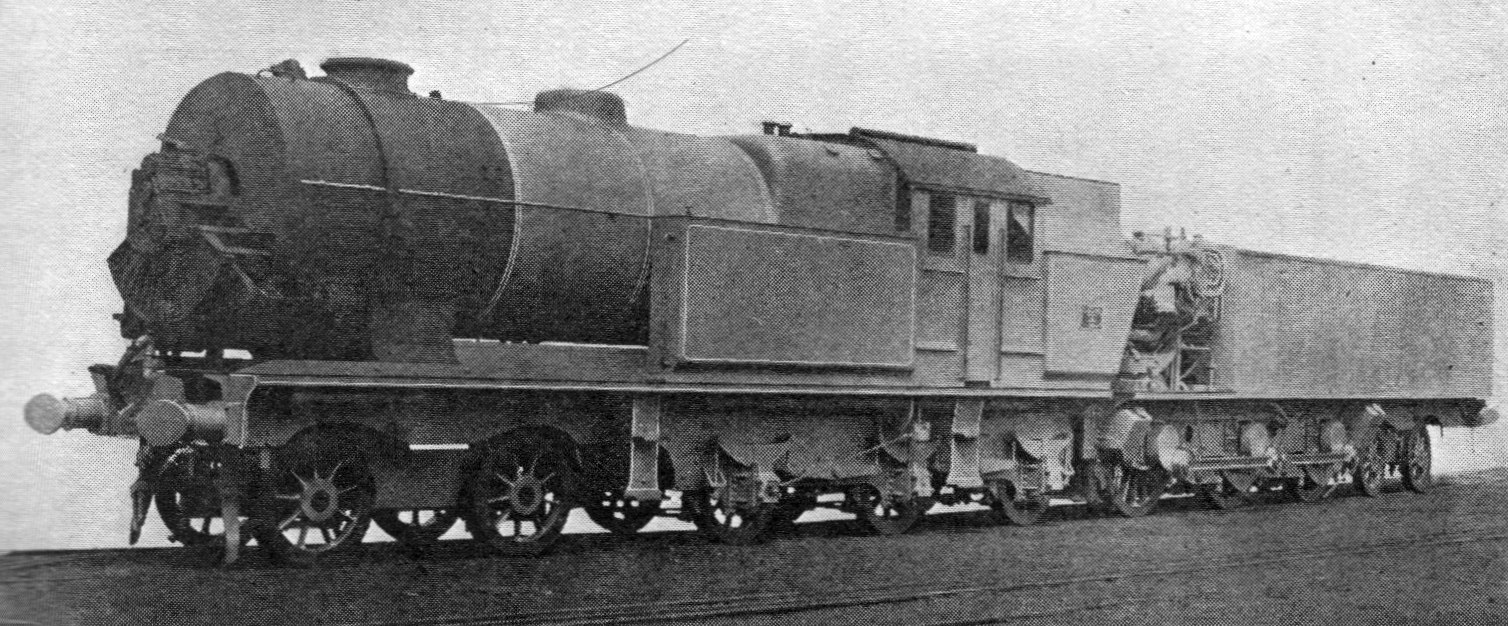
Locomotiva Beyer-Ljungström.

Outra locomotiva foi construída pela Beyer, Peacock and Company, usando a turbina Ljungström de Fredrik Ljungström. Como num dos primeiros desenhos de Ljungström, as rodas motrizes estavam sob o tender. O desempenho foi decepcionante, no entanto, em parte devido ao mau aquecimento da caldeira.
Outra unidade foi reconstruída pela North British Locomotive Company. Em sua primeira concepção (descrita abaixo), possuía uma transmissão elétrica. Apenas alguns testes foram feitos antes de serem abandonados devido a falhas mecânicas.

#### Estados Unidos

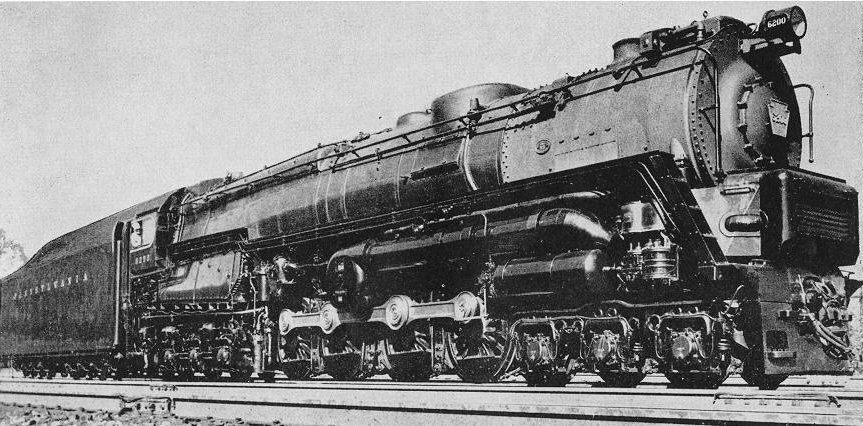
A única locomotiva S2 numa imagem promocional da PPR.

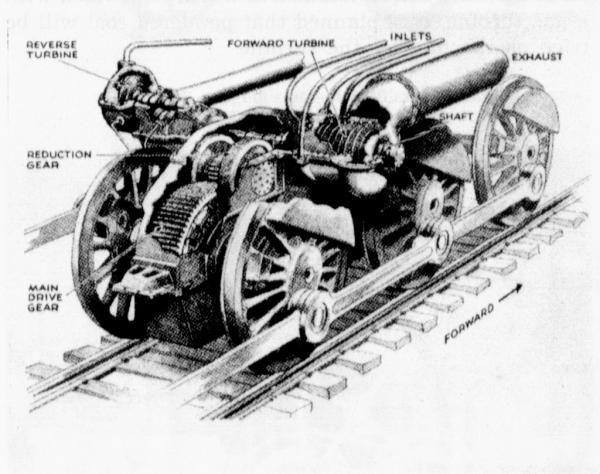
Turbinas, de avanço e reversa, da locomotiva S2.

Nos últimos anos da "era do vapor", a Baldwin Locomotive Works realizou várias tentativas de tecnologias alternativas ao uso da motorização a diesel. Em 1944, a Baldwin construiu o único exemplar da S2, c / n 70900, para a Pennsylvania Railroad (PRR), entregando-a em Setembro de 1944. Era a maior locomotiva a vapor de acionamento direto do mundo e tinha um arranjo de roda 6-8-6. Foi originalmente projetada como uma 4-8-4, mas devido à escassez de materiais leves durante a Segunda Guerra Mundial, a S2 exigiu rodas adicionais à esquerda e à direita. Numerado 6200 na lista da PRR, a S2 teve uma potência máxima de 6.900 HP (5.1 MW) e foi capaz de atingir velocidades acima de 100 mph (160 km/h). Com o compartimento tender, a unidade tinha aproximadamente 37 m de comprimento. A turbina a vapor era uma unidade de propulsão naval modificada. Enquanto o sistema de engrenagens era mais simples do que o de um gerador, tinha uma falha fatal: a turbina era ineficiente em baixa velocidade. Abaixo de 40 mph (64 km / h) a turbina usava quantidades enormes de vapor e combustível. Em altas velocidades, no entanto, a S2 poderia impulsionar trens pesados quase sem esforço e com eficiência. O acionamento suave da turbina causava muito menos estresse nos cilindros do que uma locomotiva movida a pistão normal. No entanto, a baixa eficiência a velocidades lentas condenou esta locomotiva e, com a introdução dos motores diesel-elétricos, não foram construídos mais S2. A locomotiva foi aposentada em 1949 e desmontada em Maio de 1952.

### Tração elérica

#### Reino Unido

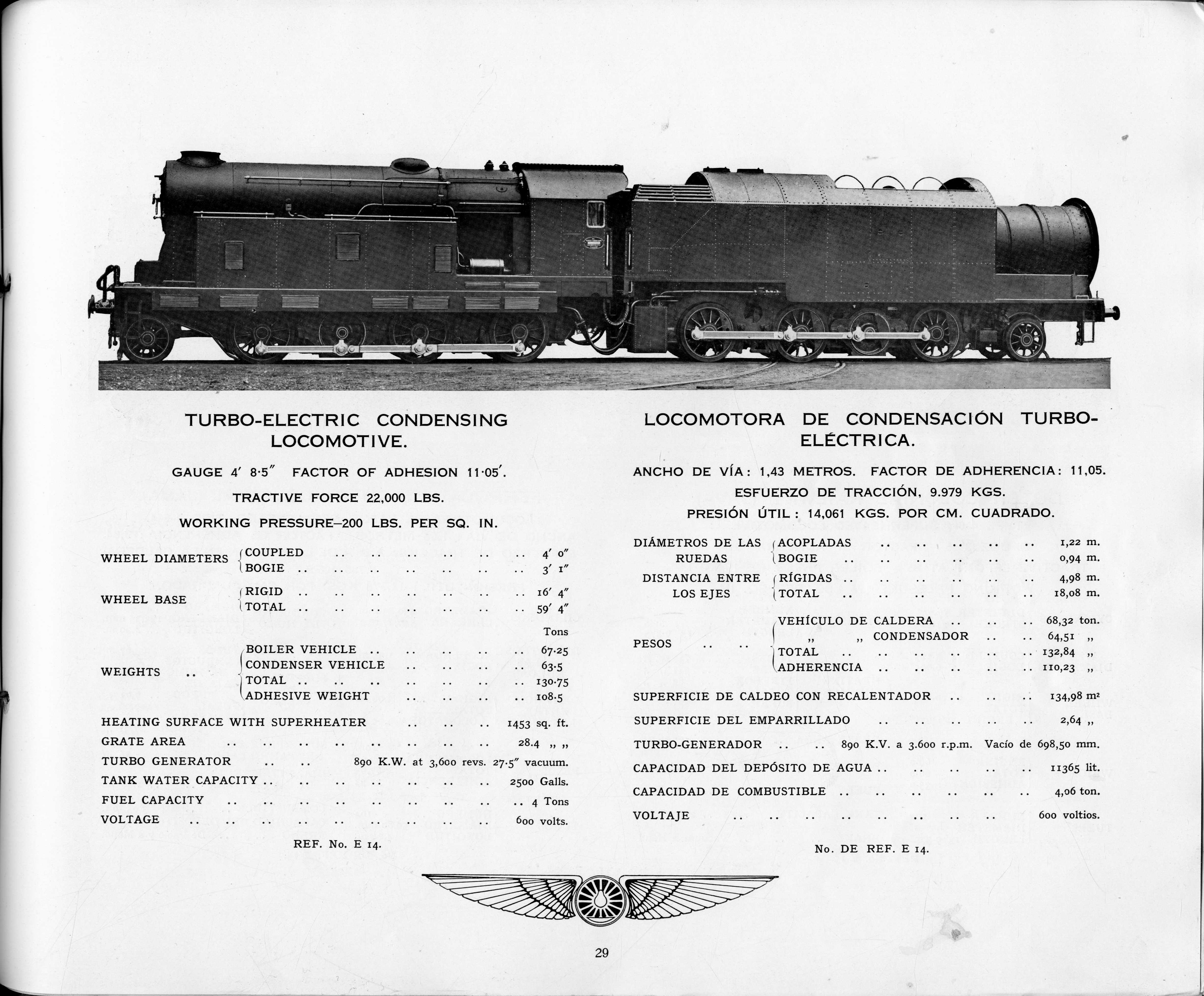
Imagem de catálogo da Armstrong Whitworth Turbo Electric Locomotive.

A Reid-Ramsey, construída pela North British Locomotive Company em 1910, tinha um arranjo de rodas 2-B + B-2 (4-4-0 + 0-4-4). O vapor gerado numa caldeira de locomotiva convencional, com superaquecedor e passava para um gerador movido pela  turbina. O vapor de escape era condensado e recirculado por pequenas bombas auxiliares da turbina. As armaduras dos motores eram montadas diretamente nos quatro eixos motrizes. Mais tarde, foi reconstruída como uma locomotiva de turbina de acionamento direto, como visto acima.
A turbina Armstrong-Whitworth, construída em 1922 (imagem à direita), tinha um arranjo de roda 1-C + C-1 (2-6-6-2). Foi equipada com um condensador evaporativo rotativo, no qual o vapor era condensado passando através de um conjunto rotativo de tubos. Os tubos eram umedecidos e resfriados pela evaporação da água. A perda de água da evaporação era muito menor do que a que teria sido sem nenhum condensador. O fluxo de ar era obrigado a tomar um caminho complicado, reduzindo a eficiência do condensador. A locomotiva tinha excesso de peso e mau desempenho. Foi devolvida em 1923 e desmontada.

#### Estados Unidos

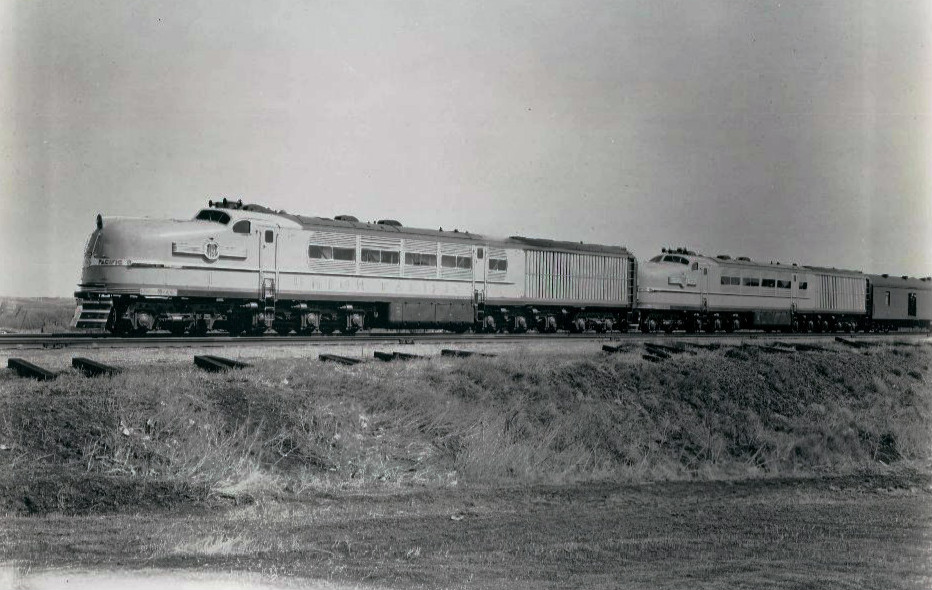
Fotografia das locomotivas de turbina a vapor da Union Pacific GE, em Abril de 1939.

A General Electric construiu duas locomotivas com turbina a vapor-elétrica com um arranjo de roda 2 + C-C + 2 (4-6-6-4) para a Union Pacific Railroad em 1938. Essas locomotivas operavam essencialmente como usinas a vapor móveis e eram correspondentemente complexas. Eram as únicas locomotivas a vapor de condensação já usadas nos Estados Unidos. Uma caldeira Babcock & Wilcox fornecia vapor, que movia um par de turbinas a vapor que acionavam um gerador, fornecendo energia para os motores elétricos de tração que impulsionavam as rodas, além de fornecer energia para todo o trem. O controle da caldeira era em grande parte automático, e as duas locomotivas podiam ser conectadas juntas em uma unidade múltipla, ambas controladas por uma única cabine. A caldeira era movida a óleo combustível pesado, do tipo usado em embarcações de grande porte, e que também mais tarde foi usado nas locomotivas a gás e elétricas da Union Pacific. A Union Pacific aceitou as locomotivas em 1939, mas devolveu-as no final daquele ano, citando resultados insatisfatórios. As turbinas da GE foram usadas durante uma escassez de energia motriz na Great Northern Railway em 1943, e parecem ter tido um bom desempenho. No entanto, no final de 1943, as rodas de ambas as locomotivas estavam desgastadas ao ponto de precisar de substituição, e uma das caldeiras da locomotiva apresentou um defeito. As locomotivas foram devolvidas à GE e desmontadas.

##### C&O Railway

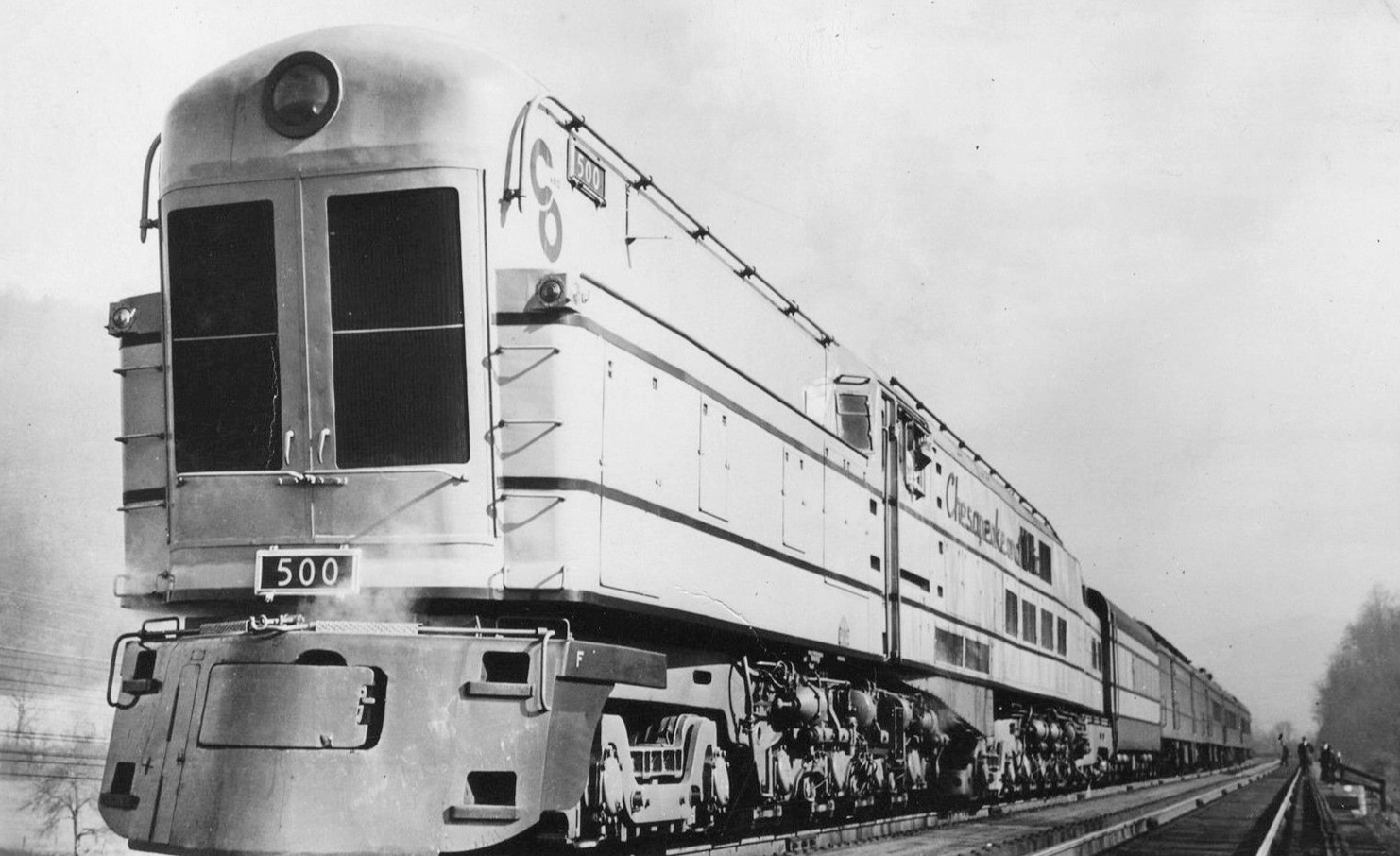
A primeira das três locomotivas, # 500.

Em 1947–1948, a Baldwin Locomotive Works construiu três locomotivas elétricas-vapor e a carvão exclusivas para trens de passageiros na Chesapeake and Ohio Railway (C&O). Sua designação era M1, mas por causa de seu custo operacional e mau desempenho, foram apelidadas de "Vaca Sagrada". As unidades de 6.000 cavalos de potência (4.500 kW), que tinham sistemas elétricos da Westinghouse e,  um arranjo de roda 2-C1 + 2-C1-B. Eles tinham 106 pés (32 m) de comprimento. A cabine estava no centro com o reservatório de carvão à frente e uma caldeira convencional montada atrás atrás dela (o tender só transportava água). Essas locomotivas destinavam-se a uma rota de Washington, D.C., para Cincinnati, Ohio, mas nunca conseguiam percorrer toda a rota sem algum tipo de falha. Poeira de carvão e água frequentemente entravam nos motores de tração. Embora esses problemas pudessem ter sido resolvidos ao longo do tempo, era óbvio que essas locomotivas seriam sempre caras para serem mantidas e todas as três foram descartadas em 1950.

##### Norfolk & Western Railway

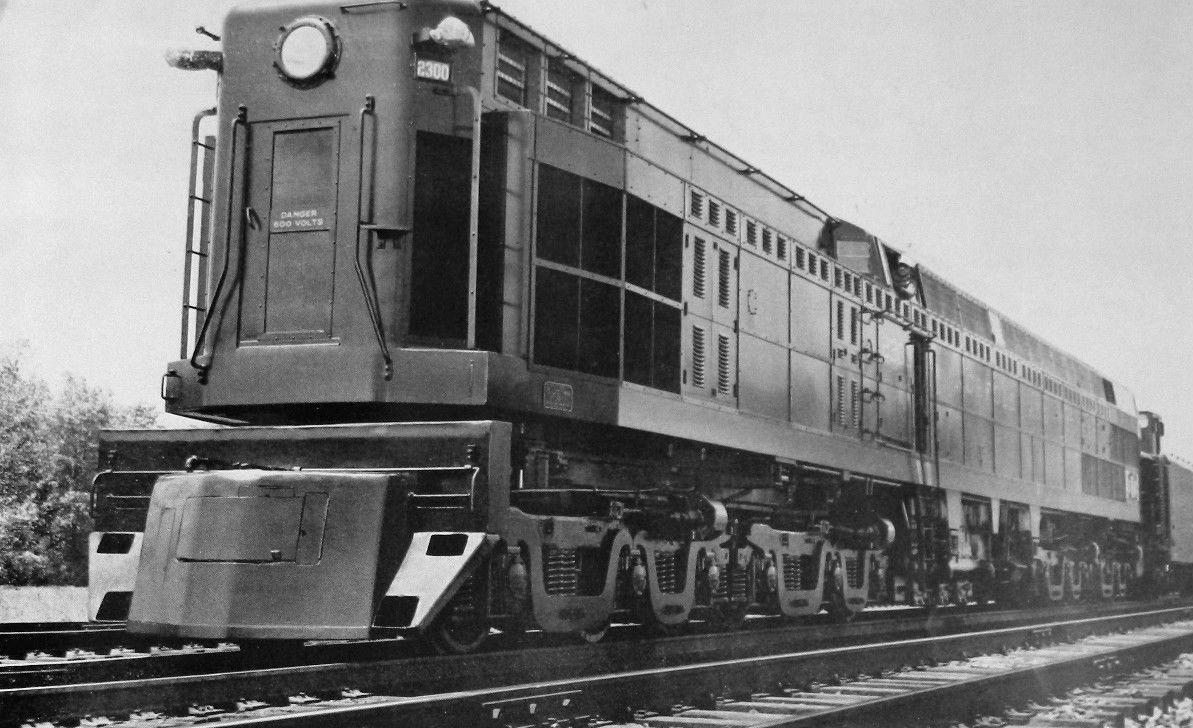
Locomotiva 2300-"Jawn Henry" da Norfolk & Western.

Em Maio de 1954, a Baldwin construiu uma locomotiva a vapor de 4.500 kW para transporte de carga na Norfolk e Western Railway (N&W), apelidada de "Jawn Henry" por causa da lenda de John Henry, um minerador americano negro que disputou uma competição contra um martelo a vapor e venceu, apenas para morrer imediatamente depois. O comprimento, incluindo o tender era de 161 pés 1-1 / 2 polegadas, provavelmente o recorde de uma locomotiva a vapor; o comprimento do motor era de 111 pés e 7-1 / 2 polegadas, talvez o recorde de qualquer unidade individual. 
A unidade parecia similar às turbinas C&O, mas diferia mecanicamente; era um C + C-C + C com uma caldeira de tubo de água Babcock & Wilcox com controles automáticos. Os controles da caldeira às vezes eram problemáticos e (como nas turbinas C&O), pó de carvão e água entravam nos motores. A Jawn Henry foi aposentada da lista N&W em 4 de Janeiro de 1958.